# Human Nature (canção de Madonna)
"Human Nature" é uma canção gravada pela cantora estadunidense Madonna, para seu sexto álbum de estúdio Bedtime Stories (1994), foi lançada em 6 de junho de 1995 pela Maverick Records como o quarto e último single do álbum. Escrita como uma música de resposta para seus críticos, que a criticaram por sua imagem provocativa nos dois anos anteriores e pelo lançamento de obras sexualmente explícitas da intérprete. Escrito e produzido por Madonna e Dave Hall, "Human Nature" inclui uma amostra da faixa "What You Need", de 1994, da Main Source. Portanto, seus escritores Shawn McKenzie, Kevin McKenzie e Michael Deering também são creditados.
"Human Nature" é uma faixa de pop e R&B em que o som da bateria e da amostra são ouvidos por toda parte, com Madonna fazendo sarcasticamente perguntas retóricas com base em suas ações na vida real nos últimos dois anos. A música recebeu críticas positivas de críticos de música que mais tarde notaram sua natureza empoderadora. "Human Nature" se tornou um sucesso moderado nos Estados Unidos, chegando ao número 46 na Billboard Hot 100 e ao número dois na tabela Hot Dance Club Play. No Reino Unido, o single entrou na tabela e alcançou o número oito e também figurou entre o Top 10 na Itália e os Top 20 na Austrália.
O videoclipe que acompanha foi dirigido por Jean-Baptiste Mondino, e apresenta Madonna e seus dançarinos em trajes em látex e couro pretos, enquanto executa coreografias de dança. Inspirado pelas imagens da BDSM, o vídeo mais tarde influenciou o trabalho das cantoras Rihanna e Christina Aguilera. Madonna tocou "Human Nature" em quatro de suas turnês, sendo a mais recente a Madame X Tour, de 2019/20. Na The MDNA Tour de 2012, a performance da música tornou-se objeto de polêmica, quando a cantora expôs seus mamilos durante um show em Istanbul.

## Antecedentes

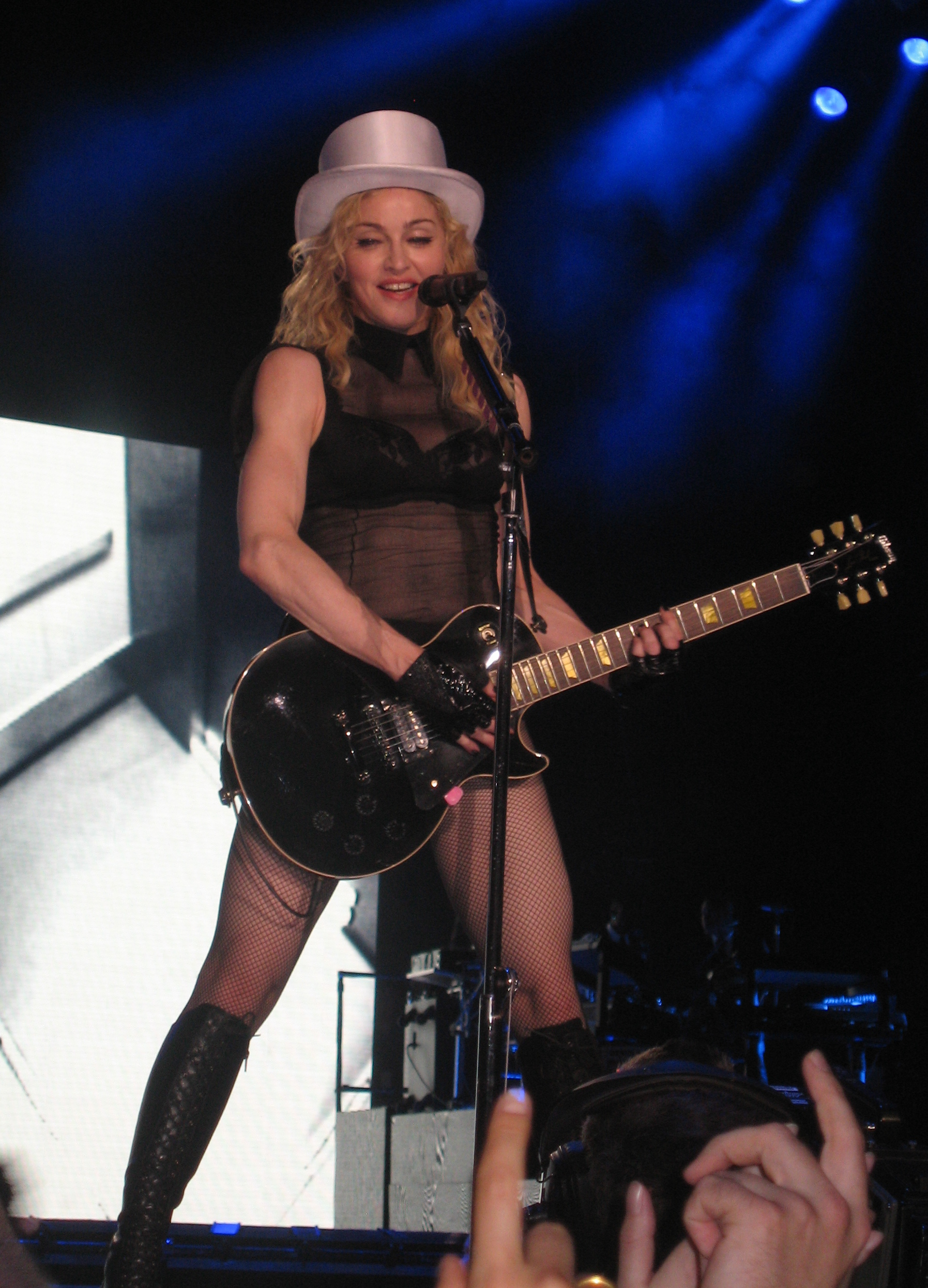
Madonna performando "Human Nature" durante a Sticky & Sweet Tour (2008–2009), enquanto tocava uma guitarra Les Paul.

Em 1992, Madonna lançou o livro Sex e seu quinto álbum de estúdio, Erotica, ambos de conteúdo sexual explícito. Ela também estrelou o filme erótico Body of Evidence no ano seguinte. Madonna promoveu Erotica com a The Girlie Show World Tour, que recebeu protestos e ameaças de boicote devido ao seu conteúdo explícito. Em março de 1994, a aparição de Madonna no Late Show with David Letterman foi altamente criticada por seu comportamento controverso e uso de palavrões. O lançamento de seu filme, álbum e livro sexualmente explícito e o visível desconforto de Letterman fizeram com que os críticos questionassem Madonna como uma renegada sexual. Ela enfrentou forte publicidade negativa de críticos e fãs, que comentaram que "ela havia ido longe demais" e que sua carreira estava em declinio.
Madonna queria suavizar sua imagem explícita. Sua primeira tentativa foi lançar a balada "I'll Remember" (1994) para a trilha sonora do filme With Honors. Musicalmente, ela queria seguir uma nova direção musical e começou a fazer experimentações com o new-jack R&B de novas bandas com um som geralmente popular e favorável ao rádio. Ela a incorporou em seu sexto álbum de estúdio, Bedtime Stories, lançado em outubro de 1994. A jornalista Mary von Aue, da revista Vice, observou que Madonna e sua publicitária Liz Rosenberg começaram a promover Bedtime Stories como um álbum de desculpas, com os vídeos promocionais prometendo "não haver referências sexuais no álbum".
No entanto, a cantora ainda estava fervendo sobre como a mídia a tratara injustamente nos últimos dois anos. Quando ela começou a trabalhar com o produtor Dave Hall no álbum, ela escreveu uma música em resposta a mídia. Intitulado "Human Nature", abordou diretamente a mídia e a imprensa que a criticaram por lidar com questões tabus com seu disco anterior e tentaram puni-la por isso. "Estou dizendo na música que estou dando as costas para eles. Não me desculpo", explicou Madonna. Descrita pela Billboard como "Madonna enfrentando seus críticos mais diretamente do que nunca com um ataque lógico e desafiador à vergonha de quengas", a música também tratava de fechar o livro nos dois anos anteriores de sua vida. "Human Nature" acabou se tornando o quarto e último single lançado do Bedtime Stories em 6 de junho de 1995 pela Maverick Records.

## Gravação e composição
"Human Nature" foi escrita e produzida por Madonna e Hall. A música foi gravada e mixada por Frederick Jorio e P. Dennis Mitchell, com Robert Kiss trabalhando como engenheiro assistente durante as sessões e Joey Moskowitz fazendo a programação. Musicalmente, "Human Nature" é uma música pop e R&B com uma batida influenciada pelo hip-hop. Ele também inclui uma amostra da música "What You Need", apresentada pelo grupo de hip-hop Main Source, juntamente com o som de portas batendo; portanto, seus escritores Shawn McKenzie, Kevin McKenzie e Michael Deering também são creditados.
|                                                    | "Human Nature" Uma amostra de 29 segundos da "Human Nature", que apresenta os graves pesados e os sons de bateria em loop. Também mostra auditivamente a parte em que Madonna assina o refrão principal, empregando um estilo de música soul dos anos 90 com um som nasal e fino. |
| Problemas para escutar este arquivo? Veja a ajuda. | |

"Human Nature" começa no estilo trip hop com o som de baixo e bateria e Madonna sussurra "se expresse, não se reprima". Ao longo da música, a música continua repetindo a mesma sequência de acordes e Madonna pronuncia frases sussurradas para contrariar a letra real. Seus vocais utilizaram o estilo soul da música dos anos 90 com um som nasal fino. As extremidades coro com a linha "Eu não sou sua quenga, não jogue sua merda em mim", que foi muitas vezes censurado pelas estações de rádio airplay. Ao contrário das outras faixas do álbum, "Human Nature", como observado por Jon Pareles, do The New York Times. Composta na assinatura do tempo comum, "Human Nature" tem uma clave de Dó maior enquanto progride em 88 batidas por minuto. Os vocais "nasais" de Madonna variam de Fá3 até Mi7 e a música segue uma sequência repetitiva de Fmaj7–Mi7–Lám7–Fmaj7–Mi7–Am7 como progressão harmônica.
Rikky Rooksby, autor de The Complete Guide to the Music of Madonna, sentiu que a letra, além de ser uma música de resposta, também poderia ser interpretada como rebelde, onde Madonna relembra um relacionamento em que não era permitido falar com a mente dela. As letras da música contêm vocais sarcásticos de apoio com Madonna fazendo perguntas retóricas com base em suas ações da vida real, como "Eu disse algo errado? Oops, não sabia que não podia falar sobre sexo, Eu devia estar louca", bem como a frase "O que eu estava pensando?" Madonna explicou que a letra era sobre "basicamente dizendo: não me coloque em uma caixa, não me prenda, não me diga o que posso e o que não posso dizer. É sobre romper as restrições". Com o Los Angeles Times, ela esclareceu ainda que havia defensividade nas letras de "Human Nature", além de sarcasmo e sem desculpas.

## Análise da crítica
"Human Nature" recebeu críticas positivas de críticos de música. Sal Cinquemani, da Slant Magazine, deu uma crítica positiva à música, afirmando que "por anos Madonna falou em metáforas, fantasias e táticas de choque flagrante, mas a artista reagiu com indignação aos críticos de 'Human Nature'. Ela não apenas segurou um espelho, ela se tornou o espelho". Barbara O'Dair, da Rolling Stone, também fez uma crítica positiva da música, comentando que "Madonna faz um drive-by em suas críticas, completo com uma linha de sintetizador reluzente desde Dre", acrescentando que "a mensagem de Madonna ainda é 'Expresse a si mesmo, não se reprima. " Desta vez, no entanto, não vem com um estrondo, mas com um sussurro". Scott Kearnan, do The Boston Globe, incluiu a faixa no número 11 em sua lista de "30 Últimos Singles de Madonna", afirmando que a frase "
Absolutamente sem arrependimentos" era um "mantra da Madonna, se é que alguma vez existiu". Richard Labeau, do Medium, considerou 'um dos melhores incursões de Madonna no R&B, essa música versátil e inteligente apresenta letras ousadas e sem desculpas que servem como seu manifesto não oficial'.
Larry Flick, da Billboard, também foi positivo, e espera que "o rádio chegue com fome à mesa e jante essa jam cativante de jeep/pop, em que La M desaprova, sem desculpas, seus críticos mais próximos". Ele elogiou os vocais dela, que eram "brincalhona e agressivos, mantendo-se fortes contra um forte ritmo de hip-hop e uma série de links de guitarra funk e aro de sintetizadores". O autor Chris Wade escreveu em seu livro The Music of Madonna, que "Human Nature" levantou a tristeza emanada das primeiras faixas do álbum. "Há uma grande batida nisso, um vocal brilhante, onde Madonna se responde com sussurros e um refrão inesquecível", acrescentou Wade. Matthew Rettenmund, escreveu em sua Encyclopedia Madonnica, que "apesar da performance nas paradas", a música se tornou um moderno "hino de auto-capacitação". Charles Aaron, da Spin, descreveu a música como "esgueirando-se pelo sulco de [Hall] de baixo ruído e chiclete, a receita mordida de Maddy não expressa arrependimentos, mas desta vez você sente por ela". Aaron destacou a letra "Soaria melhor se eu fosse homem?" como subversivo e tímido. A autora Lucy O'Brien descreveu em seu livro Madonna: Like a Icon, que "Human Nature" foi uma das faixas "mais peculiares" de Bedtime Stories, "pulsando com uma raiva fortemente contida, mas devastadora".
Para Barry Walters, do Moscow-Pullman Daily News, a música teve o refrão mais cativante entre todas as outras faixas do álbum. Jim Farber, da Entertainment Weekly, deu uma crítica negativa à música, observando que Madonna "está em um terreno muito mais seguro se debatendo com visões neuróticas (se não incomuns) de relacionamentos do que ela está destruindo a mídia. Ao atacar seus críticos, Madonna "simplesmente soa hipócrita e presunçosa". "Eu não sabia que não podia falar sobre sexo", ela zomba em "Human Nature". "Eu disse algo verdadeiro?" Sim. Mas tocar sua própria buzina soa mesquinho". Rooksby disse que a repetição da amostra estava "desgastando" e "não sugeria que o mundo da cantora fosse muito atraente". Chamando-a de "melhor excursão da cantora aos sons do hip-hop e do R&B", Jude Rogers, do The Guardian, colocou a faixa no número 15 em seu ranking dos melhores singles de Madonna, em homenagem aos seus 60 anos. Chuck Arnold, da Entertainment Weekly, chamou de "declaração desafiadora [...] a cadela sem desculpas original", listando-a como o 24º melhor single da cantora.

## Vídeo musical

### Desenvolvimento

Primeira cena do vídeo musical para "Human Nature", onde Madonna está rodeada por homens e mulheres

O videoclipe que acompanhava "Human Nature" foi dirigido por Jean-Baptiste Mondino, que já havia dirigido os vídeos de Madonna para "Open Your Heart" e "Justify My Love". Foi filmado durante dois dias, de 6 a 7 de maio de 1995, no Raleigh Studios, em Hollywood, Califórnia, e foi criado por Anita Wetterstedt, da Palomar Productions. O vídeo foi coreografado por Jamie King, que mais tarde dirigiu as turnês de Madonna. "Ela queria que eu dançasse em seu vídeo 'Human Nature'. Eu não queria fazer isso, mas ela implorou", afirmou. King foi um dos dançarinos do BDSM pendurados em um trapézio no vídeo. Sua dançarina Luca Tommassini foi a assistente de coreografia. A principal inspiração de Madonna por trás do vídeo foi o trabalho do artista Eric Stanton, que fez desenhos inspirados em BDSM. A cantora contratou Mondino para dirigir o vídeo e queria ser sobre os aspectos divertidos do trabalho de Stanton e mais orientados para a dança do que seus vídeos anteriores do Bedtime Stories. Para Mondino, o principal problema era que ele não preferia dançar demais nos vídeos, porque isso resultou em edição extra.

Lembro-me da maior parte do vídeo que você gravou com o guindaste, alguns Steadicam e alguns movimentos panorâmicos. Então você tem cerca de cinco câmeras diferentes gravando uma performance, e depois elas são editadas como loucas. Isso lhe dá muita liberdade, mas me sinto muito frustrada porque gosto de ver alguém dançando. Eu odeio quando há muita edição. Eu gosto da firmeza do desempenho, porque então você pode realmente apreciar o movimento do corpo. Você vê a habilidade.

Então Mondino surgiu com o conceito de caixas e fez com que Madonna e os dançarinos realizassem coreografias dentro dela. O diretor ficou satisfeito, já que o pequeno espaço das caixas significava que não havia muito movimento, e ele poderia criar as imagens e coreografias gráficas e movimentos de BDSM. Segundo Dustin Robertson, editor do vídeo, Mondino e Madonna tinham uma ética de trabalho oposta. Enquanto Mondino era "descolado e descontraído", Madonna era uma "defensora dos detalhes" e a primeira tinha "uma maneira maravilhosa de lidar com ela, enquanto exigia um treinador forte para conseguir o melhor que podia dar".

### Lançmento e recepção
| |  |  |
| O videoclipe de "Human Nature" serviu como influência para os clipes das músicas "Not Myself Tonight" de Christina Aguilera (direita) e "S&M" de Rihanna (esquerda). |  |  |

O videoclipe estreou em 19 de maio de 1995, pela MTV. O vídeo musical para "Human Nature" começa com Madonna com uma roupa de couro rodeada pelos seus dançarinos, que começam a acariciá-la e mexer em seu corpo. Na próxima cena, ela e seus dançarinos aparecem em caixas, enquanto ela, em outra cena, está de pé com seus dançarinos, dançando em seus braços. Na próxima cena, ela está contra um espelho, e depois, dança juntamente com outras duas dançarinas no chão. Na próxima cena, ela está sentada em uma cadeira, presa por cordas, com dois homens, e na próxima cena, uma dançarina está presa de pé, enquanto Madonna está com um chicote e a acaricia, com jeito sarcástico. Depois, a cantora está em seus braços a sua cachorrinha chihuahua, Chiquita, e na próxima cena, está com seus dançarinos e apenas com calcinha e sutiãs de couro. Depois, Madonna é controlada por seus dançarinos por cordas, e fazem símbolos, como uma estrela, quando a cantora se solta e faz sinal de vitoriosa. Já no final do vídeo musical, está sozinha em uma cadeira, intercaladamente com Madonna mascarada, com seus dançarinos, estão em caixas. O vídeo musical para "Human Nature" termina com a cantora imitando lutas de boxe.
Rettenmund elogiou o vídeo dizendo "Um dos singles com pior desempenho de Madonna recebeu um de seus melhores vídeos ... Simplesmente encenado, é igual em partes engraçadas e sexy ... Se possível para um vídeo para resumir a personalidade 'Madonna-Madess' da cantora, 'Human Nature' é esse vídeo". Louis Virtel, do The Backlot, classificou o vídeo no número 22 da lista dos "55 Melhores Vídeos de Madonna", e chamou de " explícito", ele disse que "É raro que Madonna tenha a chance de ser ao mesmo tempo dura e hilária em um videoclipe", e neste, "Madonna basicamente faz o que quer que ela queira. Brandir um chihuahua? Zombar e comemorar o bizarro? Desdém da câmera como um aluno da terceira série entediado? Ela faz tudo, e mesmo em trancas negras, é uma visão de frieza e superioridade sexual". Carol Vernallis, escritora do Experiencing Music Video: Aesthetics and Cultural Context observou que o conceito de roupa preta contra um fundo branco "funciona bem, mas a caixa, que não corresponde a nada nas imagens, parece flutuar acima da trilha sonora".
Roger Beebe, um dos autores do livro Medium Cool: Music Videos from Soundies to Cellphones, observou que o vídeo era um exemplo do impulso do espectador sendo intensificado em relação a "o que acontecerá a seguir?" colocando seus artistas principais contra um fundo forte. Em 2011, a cantora Rihanna em seu videoclipe para a música "S&M" foi comparado ao vídeo da música 'Human Nature' com James Montgomery da MTV News dizendo que o vídeo de Rihanna não era um conceito novo e foi feito no vídeo para "Human Nature". Montgomery também observou que a cantora Christina Aguilera no videoclipe do single de 2010 "Not Myself Tonight" foi fortemente inspirado no de "Human Nature", incluindo cenas retratando Aguilera em "trajes de couro, sua atitude de dominatrix e as atividades sensuais relacionadas a cadeiras nas quais ela se envolve". O videoclipe inspirou ainda mais a dança e o vídeo da música "Kambaqt Ishq", do filme de Bollywood de 2001, Pyaar Tune Kya Kiya. Pode ser encontrado nas compilações de Madonna, The Video Collection 93:99 (1999) e Celebration: The Video Collection (2009).

## Apresentações ao vivo
Madonna tocou "Human Nature" três vezes em turnê. Durante a Drowned World Tour de 2001 , ela tocou a música vestida de cowgirl enquanto andava devagar em um touro mecânico, considerado por Rob Mancini da MTV News como "mágico". Para John McAlley, da Entertainment Weekly, Madonna "alerta a visão estranhamente natural de dançar um touro mecânico". Revisão semelhante foi compartilhada por Alexis Petridis do The Guardian, que observou que a mídia havia divulgado pesadamente a turnê, disponibilizando todos os detalhes muito antes do show de Londres que ele revisou. No entanto, Madonna montando o touro e tocando "Human Nature" foi um dos "momentos mais surpreendentes" da turnê, segundo ele. A apresentação da música em 26 de agosto de 2001, no The Palace of Auburn Hills, foi gravada e lançada no álbum de vídeo ao vivo, Drowned World Tour 2001.

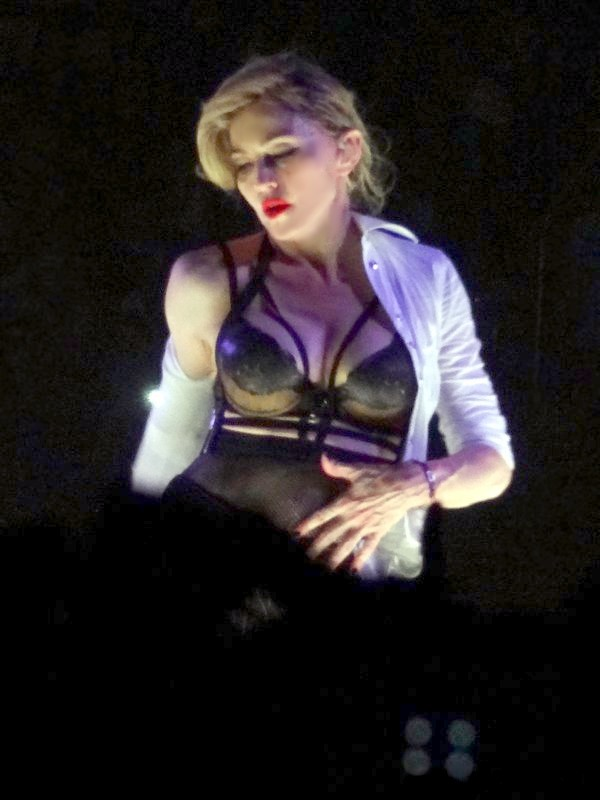
Madonna tirou a roupa durante a performance de "Human Nature" na The MDNA Tour (2012).

Madonna tocou a música novamente em sua Sticky & Sweet Tour de 2008–09, enquanto tocava uma guitarra elétrica e adicionava efeitos de voz vocoder nas harmonias de fundo. A cantora estava vestida com uma malha preta e meia-calça. Ela também usava um chapéu branco e botas de couro preto. Durante a apresentação, um cenário de vídeo retratou a cantora americana Britney Spears presa em um elevador e tentando sair, enquanto chutava as paredes. No final da apresentação, as portas se abriram para revelar Spears dizendo a frase "It's Britney, bitch", de sua música "Gimme More" (2007). Madonna explicou que pretendia que o vídeo fosse uma analogia da carreira de Spears, dizendo: "Isso não explica o que eu pensava? 'Eu não sou sua quenga, não se preocupe comigo". Em 6 de novembro de 2008, no show de Los Angeles no Dodger Stadium, Spears se juntou a Madonna no palco no meio da apresentação. Aidin Vaziri, do Gibson.com, foi positivo em sua crítica, dizendo que o melhor momento da turnê foi quando Madonna pegou seu violão preto Les Paul e emulou o músico Slash enquanto tocava a música. Paul Schrodt, da Slant Magazine foi negativo em sua análise da performance, dizendo que no momento em que a performance de "Human Nature" havia começado, "é a mesma de todos os seus shows: Um remixado de merda". A performance foi incluída no CD ao vivo do Sticky & Sweet Tour, gravado durante os quatro shows de Madonna em Buenos Aires, Argentina, em dezembro de 2008.
Em 2012, Madonna tocou a música na The MDNA Tour como parte do terceiro segmento do show. Ela tocou a música enquanto seus dançarinos moviam espelhos ao seu redor, enquanto ela removia peças de roupa. Em seu show em Istambul, em 7 de junho de 2012, Madonna expôs brevemente seu seio direito à platéia, antes de encobri-lo novamente. Isso provocou críticas sobre a idade dela, com Sophie Wilkinson, do Heat World, perguntando: "aos 54 anos, ela está velha demais para fazer uma besteira?". O strip-tease no final da música continuou em outras cidades onde a turnê visitou, e na maioria das vezes a cantora tinha mensagens escritas nas costas falando sobre questões sociais. Amy Odell de The Huffington Post, disse que criticar o gesto com base na idade dela envia "uma mensagem muito arcaica", acrescentando que "mulheres com 53 anos ainda têm seios e ... desejo sexual!". A apresentação da música nos shows de 19 a 20 de novembro de 2012 em  Miami, na American Airlines Arena, foi gravada e lançada no quarto álbum ao vivo da cantora, MDNA World Tour. Em abril de 2015, Madonna tocou "Human Nature" junto com sua música de 2005, "Hung Up" como um medley no Festival Coachella durante o ato de Drake ostentando botas até a coxa e uma blusa que dizia "Grande como Madonna". Ela então beijou Drake, cuja expressão chocada se tornou viral na Internet. O rapper revelou que realmente gostou do beijo, postando uma foto do momento em sua conta do Instagram.

## Lista de faixas e formatos
| - Cassete single britânico 1. "Human Nature" (Edição de Rádio) – 4:09 2. "Human Nature" (Chorus Door Slam with Nine Sample) – 4:48 - CD maxi single britânico e alemão 1. "Human Nature" (Human Club Mix) – 9:05 2. "Human Nature" (The Runway Club Mix) – 8:19 3. "Human Nature" (Master With Nine Sample) – 4:48 4. "Human Nature" (I'm Not Your Bitch mix) – 8:11 - CD maxi single australiano e canadense 1. "Human Nature" (Edição de Rádio) – 4:09 2. "Human Nature" (Runway Club Mix Radio Edit) – 3:58 3. "Human Nature" (Runway Club Mix) – 8:18 4. "Human Nature" (I'm Not Your Bitch Mix) – 8:10 5. "Human Nature" (Howie Tee Remix) – 4:47 6. "Human Nature" (Howie Tee Clean Remix) – 4:46 7. "Human Nature" (Edição de Rádio) – 4:30 8. "Human Nature" (Bottom Heavy Dub) – 8:08 9. "Human Nature" (Love is the Nature Mix) – 6:41 | - CD/cassette/single de 7" britânico 1. "Human Nature" (Edição de Rádio) – 4:30 2. "Sanctuary" (Versão do Álbum) – 5:03 - Maxi single britânico 1. "Human Nature" (Runway Club Mix) – 8:18 2. "Human Nature" (I'm Not Your Bitch Mix) – 8:10 3. "Human Nature" (Runway Club Mix Radio Edit) – 3:58 4. "Human Nature" (Bottom Heavy Dub) – 8:08 5. "Human Nature" (Howie Tee Remix) – 4:47 6. "Human Nature" (Howie Tee Clean Remix) – 4:46 7. "Human Nature" (Radio Edit) – 4:07 - Single de 12 alemão" 1. "Human Nature" (Versão do Álbum) – 4:54 2. "Bedtime Story" (Junior's Sound Factory Mix) – 9:15 3. "Bedtime Story" (Junior's Wet Dream Mix) – 8:33 |

## Créditos
- Madonna –  vocal, compositora, produtor
- Dave Hall – compositor, produtor
- Shawn McKenzie – compositor
- Kevin McKenzie – compositor
- Milo Deering – compositor
- Frederick Jorio – mixagem
- P. Dennis Mitchell – mixagem
- Robert Kiss – engenheiro assistente
- Joey Moskowitz – programação
- Paolo Roversi – capa, fotógrafo de arte, designer
- Michael Penn – designer

Adaptado do encarte do álbum Bedtime Stories.

## Desempenho comercial
"Human Nature" estreou no número 86 na Billboard Hot 100 dos EUA, na semana que terminou em 24 de junho de 1995, com 7,400 unidades vendidas. Alcançou sua posição de pico três semanas depois, no número 46. "Human Nature" se tornou o segundo single consecutivo de Madonna a não entrar no top 40 no país, após seu single anterior "Bedtime Story", que havia atingido o pico do número 42. Fred Bronson, da Billboard, relatou que, embora a música tenha subido na tabela com um ponto positivo, a música sendo uma opção arriscada para o rádio, ela parou o progresso e não se tornou a 33ª colocada no top 40 da cantora. "Human Nature" foi um sucesso nas tabelas de dance, chegando ao número dois na Hot Dance Club Play. Também alcançou o número 35 nas vendas do Hot 100 Single Sales, número 58 no Hot 100 Airplay, e número 57 na Hot R&B/Hip-Hop Songs. No Canadá, "Human Nature" estreou no número 90 na tabela de singles da RPM em 10 de julho de 1995. Atingiu o número 64 na tabela e esteve presente apenas por um total de sete semanas.
No Reino Unido, "Human Nature" entrou na tabela na posição de pico número oito —  mas desceu rapidamente —  estando presente apenas por um total de seis semanas. De acordo com a Official Charts Company, vendeu um total de 80,685 cópias até agosto de 2008. Na Austrália, o single alcançou o top 20 entre os 20 primeiros, no número 17, nos ARIA Charts. Na Irlanda, a música alcançou o topo do top 20, no número 21. Não foi tão bem-sucedida na Nova Zelândia, chegando ao número 37, tornando o single com o pior desempenho de Madonna permanecer na tabela por uma única semana. A música alcançou o top 20 na Finlândia e na Suíça, alcançando o número sete e o número 17, respectivamente, enquanto na Alemanha atingiu o pico do número 50.

### Tabelas semanais
| Tabela musical (1995)               | Melhor posição |
| ----------------------------------- | -------------- |
| Alemanha (GfK Entertainment Charts) | 50             |
| Austrália (ARIA Charts)             | 17             |
| Canadá (RPM Single Chart)           | 64             |
| Escócia (OCC)                       | 18             |
| Estados Unidos (Billboard 100)      | 46             |
| Estados Unidos (Dance Club Songs)   | 2              |
| Estados Unidos (Mainstream Top 40)  | 30             |
| Estados Unidos (R&B/Hip-Hop Songs)  | 57             |
| Estados Unidos (Rhythmic Songs)     | 19             |
| Finlândia (IFPI Finlândia)          | 7              |
| Irlanda (IRMA)                      | 21             |
| Islândia (Íslenski Listinn Topp 40) | 28             |
| Itália (Music & Media)              | 10             |
| Nova Zelândia (Recorded Music NZ)   | 37             |
| Países Baixos (Dutch Top 40)        | 19             |
| Reino Unido (UK Singles Chart)      | 8              |
| Reino Unido (UK R&B Chart)          | 2              |
| Suíça (Schweizer Hitparade)         | 17             |

| Tabela musical (1995)              | Posição |
| ---------------------------------- | ------- |
| Estados Unidos (Dance Club Songs)  | 16      |
| Estados Unidos (Hot Singles Sales) | 49      |